# Mrs Globe

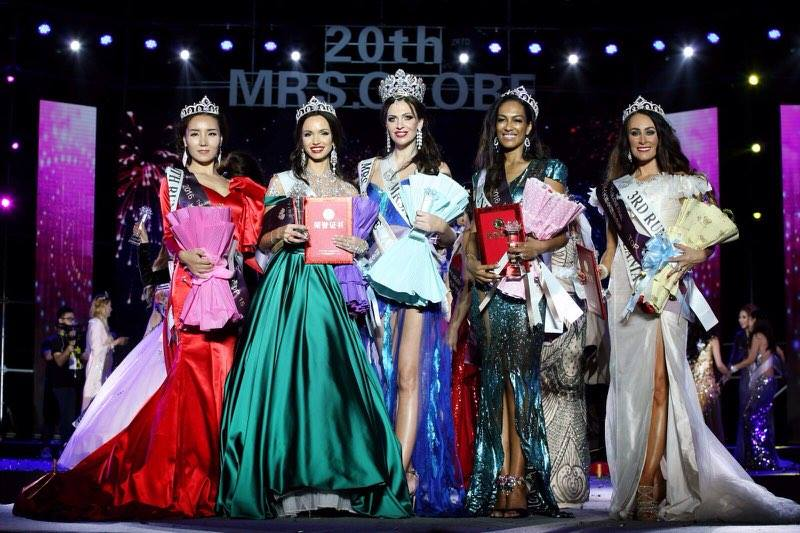
5 фіналістів у Хайнані, Китай

Mrs Globe (Місіс Глоуб або Місіс Земна Куля) — щорічний міжнародний конкурс краси, відкритий для жінок у віці старше 25 років, і для тих, хто одружений або є мамою. Це найбільший і найпрестижніший конкурс для одружених жінок у світі. Учасники конкурсу значною мірою беруть участь у благодійній роботі, кошти підняті на благодійну компанію Woman in Need у віці понад 70 років країнами світу, які беруть участь у конкурсі.

## Переможці усіх років
| Рік  | Ім'я та прізвище    | Країна                          |
| ---- | ------------------- | ------------------------------- |
| 2019 | Аліса Тулиніна      | Росія                           |
| 2018 | Тетяна Лавріновіч   | Литва                           |
| 2017 | Світлана Кузнецова  | Білорусь                        |
| 2016 | Сильвія Ямміне      | Ліван                           |
| 2015 | Ріана Муї           | Південно-Африканська Республіка |
| 2014 | І Джан Гао          | Китай                           |
| 2013 | Шерил Лінн Баас     | Нідерланди                      |
| 2012 | Анна Щапова         | Україна                         |
| 2011 | Аліса Крилова       | Росія                           |
| 2010 | не проводився       | не проводився                   |
| 2009 | Гоар Арутюнан       | Вірменія                        |
| 2008 | Ірина Чорномаз      | Україна                         |
| 2007 | Дейзі ван Кавенберг | Бельгія                         |
| 2006 | Мада Пападакос      | Греція                          |
| 2005 | Роса Теренціо       | Венесуела                       |
| 2004 | Румяна Марінова     | Болгарія                        |
| 2003 | Ліла Каракіцакіс    | Греція                          |
| 2002 | Долорес Коусьєро    | Іспанія                         |
| 2001 | Стейсі Купер        | США                             |
| 2000 | Клоді Атті          | Ліван                           |
| 1999 | Вальбона Селімларі  | Албанія                         |
| 1998 | Ієва Бондаре        | Латвія                          |
| 1997 | Анті Пріоволу       | Греція                          |
| 1996 | Трейсі Кембл        | США                             |

### Україна на конкурсі Mrs Globe
| Рік  | Титул           | Учасниця              |
| ---- | --------------- | --------------------- |
| 2018 | 1-ша фіналістка | Ірина Келлер          |
| 2015 | Місіс Року      | Катерина Просяннікова |
| 2012 | Переможиця      | Анна Щапова           |
| 2008 | Переможиця      | Ірина Чорномаз        |

## Mrs Globe Classic
Класичні виступи, як і у Місіс Глоуб, для жінок віком до 45 років, в 2016 році 19 учасників взяли участь у Mrs Globe Classic у Лас-Вегасі.

### Mrs Globe Classic Переможці
| Рік  | Ім'я та прізвище       | Країна     |
| ---- | ---------------------- | ---------- |
| 2014 | Дон Фолі               | США        |
| 2015 | Донна Браун            | США        |
| 2016 | Карен Сегура Фернандез | Коста-Рика |
| 2017 | Лора Сліфер            | США        |